# 孟昭礼
孟昭礼（1909年—1966年），男，山东临清人，中国力学家、力学教育家，曾任北洋大学、天津大学教授。